# 심재명
심재명(沈載明, 1989년 6월 7일 ~ )은 대한민국의 축구 선수로서 포지션은 공격수이다.

## 축구인 생활

### 선수 생활
2007년 11월 15일에 열린 K-리그 신인 드래프트에서 성남 일화 천마에 우선지명된 후 중앙대학교로 진학하였고 2011년에 입단하여 프로 데뷔하였다. 3월 5일 포항 스틸러스와의 경기에서 선발출전하며 데뷔전을 치렀다.